# سيد محمود حسين
سيد محمود حسين (بالأردوية: سید محمود حسین؛ بالإنجليزية: Syed Mahmud Hossain) هو محامي باكستاني وبنغلاديشي، ولد في 31 ديسمبر 1954.